# Melodifestivalen 1984

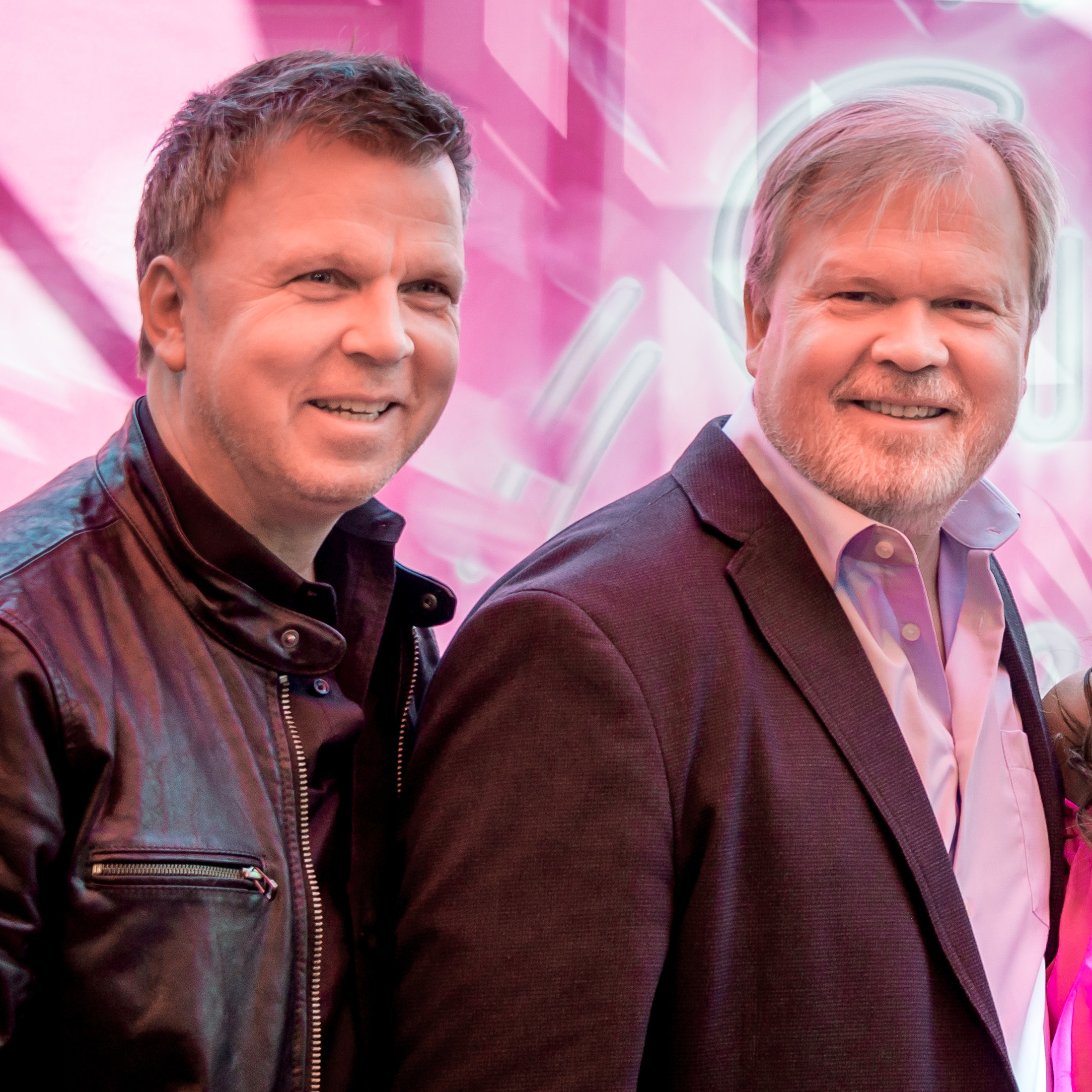
Herreys vann Melodifestivalen 1984 med låten "Diggi-Loo Diggi-Ley". Herreys fick sedan representera Sverige i Eurovision Song Contest 1984, där de vann, vilket gav Sverige sin andra seger i Eurovision Song Contest.

Melodifestivalen 1984 var den 24:e upplagan av musiktävlingen Melodifestivalen och samtidigt Sveriges uttagning till Eurovision Song Contest 1984.
Finalen hölls i Lisebergshallen i Göteborg den 25 februari 1984, där melodin "Diggi loo diggi ley", framförd av gruppen Herreys, vann genom att ha fått högst totalpoäng av jurygrupperna. För tredje gången fick Göteborg stå värd för evenemanget och liksom vid stadens senaste arrangemang år 1982 var Fredrik Belfrage programledare. För tredje året i rad var finalkvällen uppdelad i två omgångar, där jurygrupperna röstade vidare fem av tio bidrag till en andra omgång. Dessa jurygrupper var liksom vid arrangemanget 1982 placerade i arenan. Vem som helst fick skicka in bidrag, men likt tidigare år under detta decennium skulle alla bidrag skickas in via ett musikförlag.
Diggi loo diggi ley fick sedan representera Sverige i ESC 1984 som arrangerades i Luxemburg den 5 maj 1984. 

## Tävlingsupplägg[2]

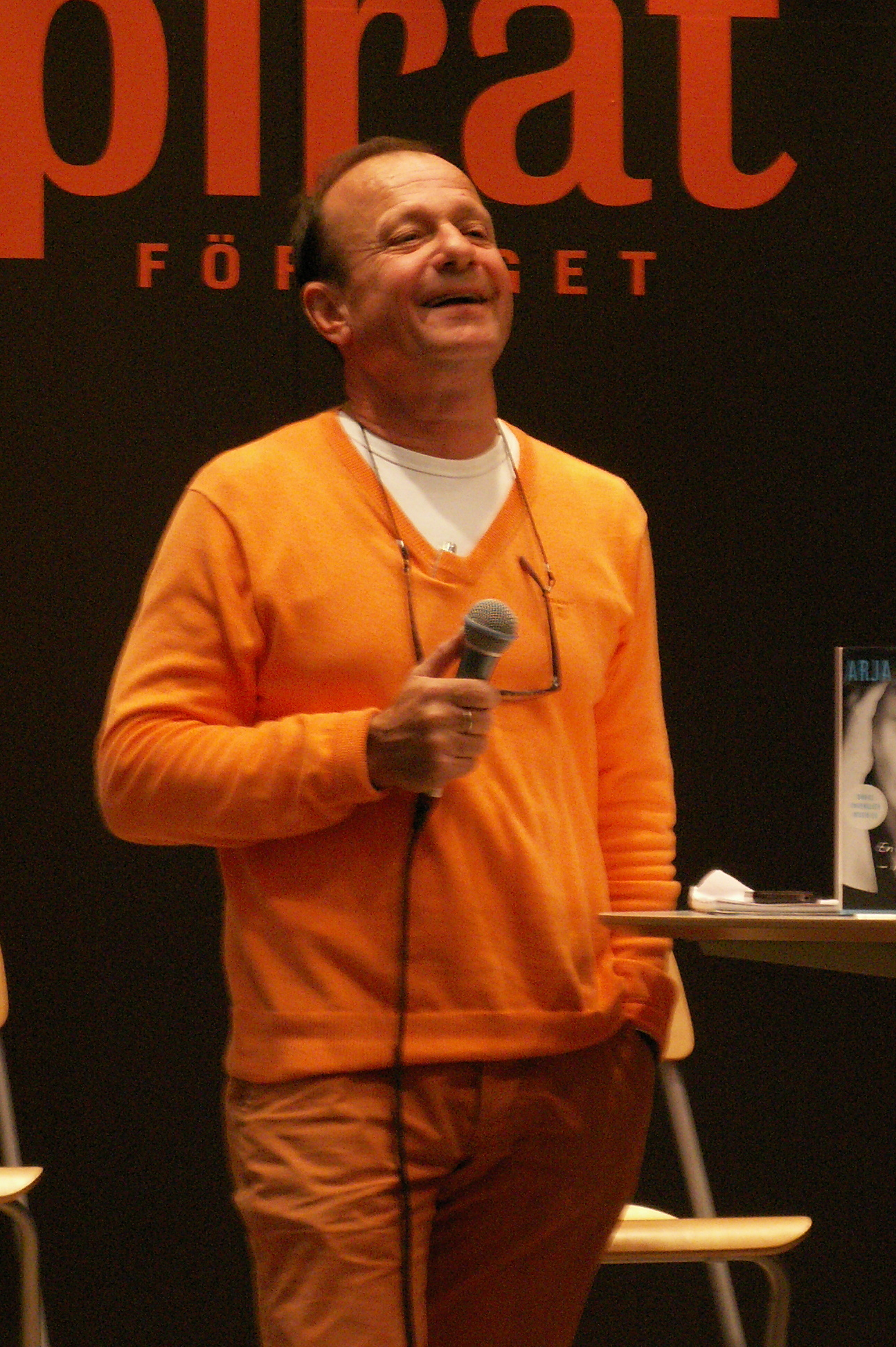
Fredrik Belfrage var programledare, vilket han även var år 1982.

Sveriges Television beslöt att inte ändra på det format som man hade haft de senaste två åren. Därför behölls formen med tio bidrag och två tävlingsomgångar samt endast jurygrupper som skulle få avgöra det hela. Tävlingen var öppen för alla svenska medborgare att skicka in bidrag, men precis som tidigare var alla bidrag tvungna att skickas via ett musikförlag som var kopplat till Svenska musikförläggareföreningen (SMFF). Det är dock okänt hur många bidrag som förlagen fick in, hur många bidrag som därefter skickades till Sveriges Television och som slutligen lyssnades igenom av urvalsjuryn. Så det enda man med säkerhet vet om var att det var tio bidrag som valdes ut.
För tredje gången sändes festivalen från Göteborg, och precis som två år tidigare hölls finalen i Lisebergshallen, vilket gjorde att man kunde få in en större publik än året innan. Den svenske tennisspelaren Björn Borg var prisutdelare.
"Diggi loo diggi ley", som kom att bli det bidraget som vann, fanns från början inte med i urvalsjuryns val. När Bert Karlsson, vars skivbolag låg bakom bidraget, fick reda på detta tog han kontakt med en av jurymedlemmarna och lyckades övertyga denne om att Herreys borde få vara med. Vinnarna fick dock kritik i efterhand och kallades i media för "de dansande deodoranterna". Med bröderna Herreys seger var det tredje året i rad som Bert Karlsson kunde sälja vinnarlåten. Han hade även kontrakt med Elisabeth Andreassen som slutade på en delad sistaplacering.
Den 12 augusti 2006 visades Melodifestivalen 1984 i repris i Minnenas television. Dock klipptes den del av festivalen där jurygrupperna ägnade tid åt att bestämma sig ned en bit. Även 1960 och 1974 års festivaler har gått i repris i Minnenas television (vilka för övrigt också är de enda två festivalår före 1980 som SVT har kvar i ett fullständigt komplett skick).

### Återkommande artister
| Artist                                     | Tidigare år (med placering) (Melodifestivalen)    | Tidigare år (med placering) (ESC) |
| ------------------------------------------ | ------------------------------------------------- | --------------------------------- |
| Anders Glenmark (Duett med Karin Glenmark) | 19731 (4:a), 19741 (8:a), 19752 (6:a), 1981 (4:a) | –                                 |
| Elisabeth Andreasson                       | 19813 (2:a), 19823 (1:a)                          | 19823 (8:a)                       |
| John Ballard                               | 19834 (5:a)                                       | –                                 |
| Karin Glenmark (Duett med Anders Glenmark) | 19731 (4:a), 19741 (8:a), 19752 (6:a), 1983 (3:a) | –                                 |

1 1973 och 1974 sjöng Anders och Karin Glenmark som medlemmar i gruppen Glenmarks.

2 1975 sjöng Glenmarks tillsammans med artisten Hadar.

3 1981 ingick Elisabeth Andreasson i gruppen Sweets 'n Chips och 1982 tävlade hon tillsammans med Kikki Danielsson under namnet Chips.

4 1983 sjöng John Ballard duett med Ann-Louise Hanson.

## Finalkvällen
Finalen av festivalen 1984 direktsändes i TV1 den 25 februari 1984 kl. 20.00-22.15 från Lisebergshallen i Göteborg. Programledare var Fredrik Belfrage och kapellmästare var Curt-Eric Holmquist. Innan sändningen hade Klasse Möllberg värmt upp publiken. Kören bestod av Karin Bäckström, Karin Green, Caj Högberg och Lasse Westmann.
Som två år tidigare valde man att skrota stadsjurygrupperna och istället tog man tillbaka de nio ålderskategoriserade jurygrupperna. Dessa nio grupper var fördelade på åldrarna 15-60 år, där alla jurygrupper befann sig i arenan. Finalen hade samma upplägg som året innan: först framfördes de tio bidragen och jurygrupperna röstade i en sluten omröstning om vilka fem bidrag de ville höra igen. De fem som fått högst totalpoäng räknades upp i en slumpordning. Icke-finalisterna slutade på delad sjätte plats.
Därefter nollställdes röstningen och den andra omgången påbörjades. Nu framfördes de fem bidragen igen varpå jurygrupperna gjorde en ny röstning. Det bidraget som fick högst totalpoäng efter den andra omgången blev vinnare. Precis som de två tidigare åren delade jurygrupperna ut 8 poäng till sin favorit, 6 poäng till sin tvåa, 4 poäng till sin trea, 2 poäng till sin fyra och 1 poäng till sin femma. Därmed fick alla fem bidrag minst en poäng av varje jurygrupp.

### Första omgången

#### Startlista
Nedan listas bidragen i startordning i den första omgången. Bidrag med beige bakgrund tog sig till andra omgången.
Resterande låtar placerade sig på delad sjätte plats.
| Nr | Artist                           | Låt                     | Upphovsmän (Text och musik)                     | Anmärkning |
| -- | -------------------------------- | ----------------------- | ----------------------------------------------- | ---------- |
| 1  | Janne Önnerud                    | Nu är jag tillbaks igen | Monica Forsberg (t), Örjan Fahlström (m)        | Utslagen   |
| 2  | Göran Folkestad & Lotta Pedersen | Sankta Cecilia          | Vicki Benckert (t), Göran Folkestad (m)         | Till Final |
| 3  | Rosa Körberg                     | Schack och matt         | Monica Forsberg (t), Örjan Fahlström (m)        | Utslagen   |
| 4  | John Ballard                     | Rendez-vous             | Paula af Malmborg (t), Bjarne Nyqvist (m)       | Till Final |
| 5  | Herreys                          | Diggi loo diggi ley     | Britt Lindeborg (t), Torgny Söderberg (m)       | Till Final |
| 6  | Per-Erik Hallin                  | Labyrint                | Per-Erik Hallin (tm)                            | Utslagen   |
| 7  | Elisabeth Andreasson             | Kärleksmagi             | Vicki Benckert (t), Peter Wiberg (m)            | Utslagen   |
| 8  | Karin & Anders Glenmark          | Kall som is             | Ingela 'Pling' Forsman (t), Anders Glenmark (m) | Till Final |
| 9  | Thomas Lewing                    | Tjuvarnas natt          | Ingela 'Pling' Forsman (t), Bruno Glenmark (m)  | Utslagen   |
| 10 | Vicki Benckert                   | Livet är som ett träd   | Vicki Benckert (tm)                             | Till Final |

### Andra omgången

#### Poäng och placeringar
| Nr | Låt                   | 15-20 | 20-25 | 25-30 | 30-35 | 35-40 | 40-45 | 45-50 | 50-55 | 55-60 | Summa | Plac. |
| -- | --------------------- | ----- | ----- | ----- | ----- | ----- | ----- | ----- | ----- | ----- | ----- | ----- |
| 2  | Sankta Cecilia        | 1     | 2     | 6     | 4     | 4     | 6     | 8     | 4     | 6     | 41    | 2     |
| 4  | Rendez-vous           | 8     | 8     | 2     | 8     | 1     | 2     | 2     | 6     | 2     | 39    | 3     |
| 5  | Diggi loo diggi ley   | 6     | 4     | 1     | 2     | 6     | 8     | 6     | 8     | 8     | 49    | 1     |
| 8  | Kall som is           | 2     | 1     | 8     | 6     | 8     | 4     | 1     | 2     | 1     | 33    | 4     |
| 10 | Livet är som ett träd | 4     | 6     | 4     | 1     | 2     | 1     | 4     | 1     | 4     | 27    | 5     |

## Eurovision Song Contest
Luxemburg tog 1983 sin femte seger och fick därmed stå värd 1984. Tävlingen förlades till RTL Théâtre Municipal i Luxemburg den 5 maj 1984. 
Sverige fick gå ut som startbidrag i finalen och slutade efter juryöverläggningarna på första plats med 145 poäng, Sveriges andra seger, tio år efter Abba:s seger med "Waterloo".